# Budweiser/G.I. Joe's 200 1989
Budweiser/G.I. Joe's 200 1989 var ett race som var den sjätte deltävlingen i PPG IndyCar World Series 1989. Racet kördes den 25 juni på Portland International Raceway. Emerson Fittipaldi tog sin tredje seger för säsongen, och kunde öka sitt avstånd ned till de andra förarna i mästerskapet. Bobby Rahal blev tvåa, med Arie Luyendyk på tredje plats.

## Slutresultat
| Plats | Förare             | Team                     | Grid | Kvaltid  |
| ----- | ------------------ | ------------------------ | ---- | -------- |
| 1     | Emerson Fittipaldi | Patrick Racing           | 2    | 57,884   |
| 2     | Bobby Rahal        | Kraco Racing             | 8    | 58,254   |
| 3     | Arie Luyendyk      | Dick Simon Racing        | 5    | 59,022   |
| 4     | Teo Fabi           | Porsche Motorsports      | 1    | 57,634   |
| 5     | Scott Pruett       | Truesports Co.           | 11   | 58,734   |
| 6     | Michael Andretti   | Newman/Haas Racing       | 7    | 58,171   |
| 7     | Raul Boesel        | Doug Shierson Racing     | 14   | 59,553   |
| 8     | Rick Mears         | Penske Racing            | 6    | 58,049   |
| 9     | Pancho Carter      | Leader Cards Racing      | 22   | 1.01,449 |
| 10    | Al Unser Jr.       | Galles Racing            | 9    | 58,283   |
| 11    | Derek Daly         | Raynor Motorsports Group | 12   | 58,930   |
| 12    | Guido Daccò        | Dale Coyne Racing        | 25   | 1.01,949 |
| 13    | Scott Brayton      | Dick Simon Racing        | 10   | 58,715   |
| 14    | Geoff Brabham      | Penske Racing            | 4    | 58,010   |
| 15    | Jean-Pierre Frey   | Euromotorsport           | 26   | 1.04,003 |
| 16    | Randy Lewis        | Teamkar International    | 21   | 1.01,411 |
| 17    | Scott Atchison     | Euromotorsport           | 24   | 1.01,687 |
| 18    | Dominic Dobson     | Bayside Racing           | 17   | 57,856   |
| 19    | John Jones         | Protofab Racing          | 16   | 59,745   |
| 20    | Didier Theys       | Hemelgarn Racing         | 15   | 59,682   |
| 21    | Fabrizio Barbazza  | Arciero Racing           | 18   | 1.00,166 |
| 22    | Bernard Jourdain   | Andale Racing            | 20   | 1.01,411 |
| 23    | Roberto Guerrero   | Alex Morales Racing      | 23   | 1.01,510 |
| 24    | Kevin Cogan        | Machinists Union Racing  | 13   | 59,411   |
| 25    | Mario Andretti     | Newman/Haas Racing       | 3    | 57,982   |
| 26    | Tom Sneva          | Vince Granatelli Racing  | 19   | 1.00,796 |